# Nore og Uvdal
Nore og Uvdal és un municipi situat al comtat de Buskerud, Noruega. Té 2.548 habitants (2016) i té una superfície de 2.501 km². El centre administratiu del municipi és el poble de Rødberg..
Limita al nord amb els municipis de Hol, Ål, i Nes; a l'est amb Flå i Sigdal; al sud amb Rollag, Tinn, i Vinje (els dos últims al comtat de Telemark); i a l'oest amb Eidfjord (al comtat de Hordaland).
El municipi està situat a la part superior de la vall, així com al districte tradicional de Numedal, amb una superfície àmplia propagació de 2.505 quilòmetres quadrats. El punt més alt del municipi és la muntanya de Borgsjåbrot amb 1.485 metres, que es troba a la frontera amb el municipi de Tinn al comtat de Telemark. Una gran part de la Hardangervidda es troba dins de les fronteres del municipi. Els llacs del municipi són Geitsjøen i Hettefjorden.

## Ciutats agermanades
Nore og Uvdal manté una relació d'agermanament amb les següents localitats:
- Juupajoki, Finlàndia Occidental, Finlàndia[2]
- Surahammar, Comtat de Västmanland, Suècia[3]
- Wahlstedt, Schleswig-Holstein, Alemanya[4]